# Юста Грата Гонория
Юста Грата Гонория (лат. Iusta Grata Honoria, греч. Ὁνωρία, ок. 417 — после 452 гг.) — сестра императора Западной Римской империи Валентиниана III.
Прославилась тем, что попросила вождя гуннов Аттилу освободить её от власти брата и предположительно даже взять её в жёны, чтобы избежать принудительного замужества с престарелым римским сенатором. Используя послание Гонории как предлог, Аттила атаковал Западную Римскую империю.

## Биография
Юста Грата Гонория родилась в семье полководца Констанция, командующего армией Западной Римской империи при императоре Гонорие, и сестры императора Галле Плацидии. Её назвали так по именам двоюродных бабушек Юсты и Граты, сестёр матери Галлы Плацидии, а также в честь дяди-императора. Галла была выдана братом замуж за Констанция в январе 417 года, сразу по её освобождению из вестготского плена.
Год рождения Юсты Граты Гонории приблизительно определяется по следующим фактам. Её младший брат Валентиниан родился 3 июля 419 года, что ограничивает дату её рождения периодом в один год, между октябрём 417 и сентябрём 418 года. В 421 году Констанций стал соправителем Гонория, но в сентябре того же года скончался. Благодаря кратковременному пребыванию отца на императорском троне Гонория получила титул августы.
Вскоре в Равенне развернулась борьба за власть дворцовых партий, сложившихся вокруг императора Гонория и его властной сестры. За Галлу Плацидию стояли готы из её окружения (наследие брака с королём вестготов Атаульфом) и варварский элемент в имперской армии. Хронист Кассиодор сообщил о слухах, что Плацидия даже обращалась за помощью к неназванным врагам империи, в которых можно увидеть вестготов в Галлии. На улицах столицы Равенны произошли «побоища», после чего Гонорий, лишив Плацидию титула августы, выслал её в 423 вместе с детьми в Константинополь, где правил его племянник, император Феодосий Младший.
В том же году Гонорий скончался, но власть на Западной Римской империей захватил начальник имперской канцелярии в Равенне Иоанн. В 425 году византийские войска свергли узурпатора, отдав трон законному наследнику Валентиниану. Править в качестве регента стала его мать Галла Плацидия, теперь Гонория носила титул августы как сестра правящего императора.
В 437 году Валентиниан женился на Лицинии Евдоксии, дочери византийского императора Феодосия Младшего (и вместе с тем своей племяннице). Его старшая сестра Гонория, уже выйдя из юного возраста, продолжала оставаться без мужа и даже не была ни с кем помолвлена. Возможно мать и правящий брат очень осторожно относились к браку Гонории, из-за её высокого происхождения (внучка основателя династии, императора Феодосия Великого) опасаясь появления нежелательных претендентов на трон. Около 441 года военачальник и одновременно придворный поэт Меробауд написал поэму в честь крещения дочери Валентиниана, где уделил несколько строк и Гонории: «Когда его сестра стоит рядом с ним, она подобно луне озарена светом солнца. Если она выйдет замуж, подходящий образ будет выглядеть как союз Фетиды с Пелеем».
Поэтическое сравнение Меробауда, использующее героев древнегреческих мифов, возможно отражает властный и сильный характер Гонории. Условием для женитьбы Пелея на морской нимфе Фетиде была его победа в единоборстве с невестой. Пелей победил Фетиду, держа её своими могучими руками, несмотря на то, что Фетида принимала вид львицы, змеи и даже превращалась в воду.
Характер Гонории проявился около 449 года, когда произошли события, резко изменившие судьбу самой Гонории и приведшие по легендам к опустошительному нашествию Аттилы на Италию и Галлию.

## Призвание Аттилы
О призвании Гонорией вождя гуннов Аттилы сообщили несколько древних историков, однако историческую загадку создала короткая запись в хронике Марцеллина Комита. Под 434 годом (2-го индикта в консульство Ареовинда и Аспара) Марцеллин записал:

«Гонория, сестра императора Валентиниана, растленная своим прокуратором Евгением, зачала [ребёнка], и, отправленная из Италии к принцепсу Феодосию, побудила Аттилу к [выступлению] против западного государства.»

Так как более подробные сообщения современника событий историка Приска Панийского относят произошедшее примерно к 449 году, то современные историки выдвигают ряд гипотез для непротиворечивого изложения последних лет существования Западной Римской империи.
- Французский историк XVII века Тиллемон[6] (а также Томас Ходжкин[англ.]) принимают сообщение Марцеллина и относят призвание вождя гуннов к 434 году, когда Аттила только пришёл к власти.
- Историки Гиббон (XVIII в.) и Моммзен (XIX в.) разделяют события. По их реконструкции любовная интрига с Евгением произошла в 434 году, а обращение к Аттиле уже около 450 года после длительной ссылки Гонории в Константинополь.
- Историк начала XX века Д. Бьюри[7] обращает внимание на несоответствия сообщения Марцеллина с известными фактами. Более подробные известия Приска и Иоанна Антиохийского не разделяют Евгения и Аттилу промежутком в полтора десятилетия. Панегерик Меробауда, написанный около 441 года, свидетельствует о нахождении Гонории в Равенне и не даёт поводов подозревать её в компрометирующей связи. Да и 16-летний возраст Гонории в 434 году заставляет сомневаться в таком раннем развитии интриги. По мнению Бьюри Марцеллин спутал хронологию в доступных ему источниках, приняв 2-й год индикта (449 год) одного цикла за 2-й год индикта предыдущего 15-летнего цикла (434 год). О пребывании Гонории в Константинополе сообщил также Иордан в «Romana» (§ 328), хотя последовательность событий у него изложена путано. Так интрига с Евгением произошла после призыва Аттилы, что свидетельствует о независимом от Марцеллина источнике, откуда Иордан брал сведения.

В целом история в изложении Иоанна Антиохийского и Приска выглядит следующим образом. Ближе к 449 году обнаружилась любовная связь между Гонорией, возраст которой уже перевалил за 30 лет, с неким придворным чиновником Евгением. Евгения немедленно казнили, а Гонорию сначала сослали в Константинополь (возможно чтобы скрыть беременность), а затем помолвили за благонадёжного сенатора Геркулана (Flavius Bassus Herculanus), от которого не следовало ожидать политических интриг и притязаний на трон. Амбициозная, как и её мать, Гонория решила сопротивляться и послала к Аттиле доверенного евнуха Гиацинта (Hyacinthus) с деньгами, своим перстнем и с просьбой о вызволении.
Современные историки предполагают, что кольцо могло быть послано лишь с целью идентификации личности просителя, однако Аттила принял его за предложение руки. В 450 году он

«отправил посланников к царю западных римлян, требуя, чтоб не было оказано никакого притеснения Гонории, потому что она сговорена за него; что он отмстит за неё, если она не получит престола […] Аттила приступал к походу, и отправлял опять в Италио некоторых мужей из своей свиты, требуя выдачи Гонории. Он утверждал, что она помолвлена за него, в доказательство чего приводил перстень, присланный к нему Гонорией, который и препровождал с посланниками для показания; утверждал, что Валентиниан должен уступить ему полцарства, ибо и Гонория наследовала от отца власть, отнятую у неё алчностью брата её.»

Римляне отвергли все притязания Аттилы на Гонорию, сообщив тому, что сестра императора уже замужем. Феодосий перед кончиной успел принять участие в обсуждении её судьбы, посоветовав императору Валентиниану отдать сестру гуннам. Евнух Гиацинт был схвачен и подвергнут пыткам, после чего обезглавлен. Сама Гонория избежала той же участи только благодаря заступничеству матери.
В 451 году Аттила вторгся в Галлию, откуда был выбит соединёнными силами Западной Римской империи и Тулузского королевства везеготов после битвы на Каталаунских полях. В следующем 452 году он напал на север Италии, разорив Аквилею, Патавиум, Верону, Бриксию, Медиоланум. По словам Иордана вождь гуннов снова требовал себе Гонорию, угрожая «нанести Италии ещё более тяжкие бедствия.» В 453 году Аттила умер, и о судьбе Гонории в источниках больше не упоминается.

## Историчность легенды о призвании Аттилы
Византийский дипломат и писатель Приск, насколько это известно исследователям, первым поведал историю о призыве Аттилы. Его сочинение уцелело лишь в виде фрагментов, поэтому сложно проследить связь его истории с сообщениями более поздних авторов VI и VII веков. По крайней мере Иордан цитирует в своём труде Приска, а учитывая то, что основной источник Иордана Кассиодор не упоминает в своёй краткой «Хронике» эти события, то есть все основания считать Приска источником для Иордана в рассказе о призыве Гонорией Аттилы.
Обращает на себя внимание то, что латиноязычные западные хронисты середины V века даже не намекают на историю с Гонорией. Если испанец Идаций проживал в отдалении от Италии (хотя и сообщает иногда уникальные сведения о событиях в Риме), то Проспер находился в Риме и в силу своего положения должен был знать о переговорах с Аттилой. Ближайший после Проспера хронист в Италии Кассиодор также не добавляет ничего нового. Эта ситуация частично повторяется в 455 году, когда о захвате Рима вандалами рассказали многие авторы той эпохи. Византийские историки поведали драматическую историю о призыве вдовы императора Валентиниана Евдоксии к королю вандалов Гейзериху спасти её от узурпатора трона. Идаций также кратко упомянул об этом, отвергнув достоверность истории как «дурные слухи».

## Первоисточники
Основные источники:

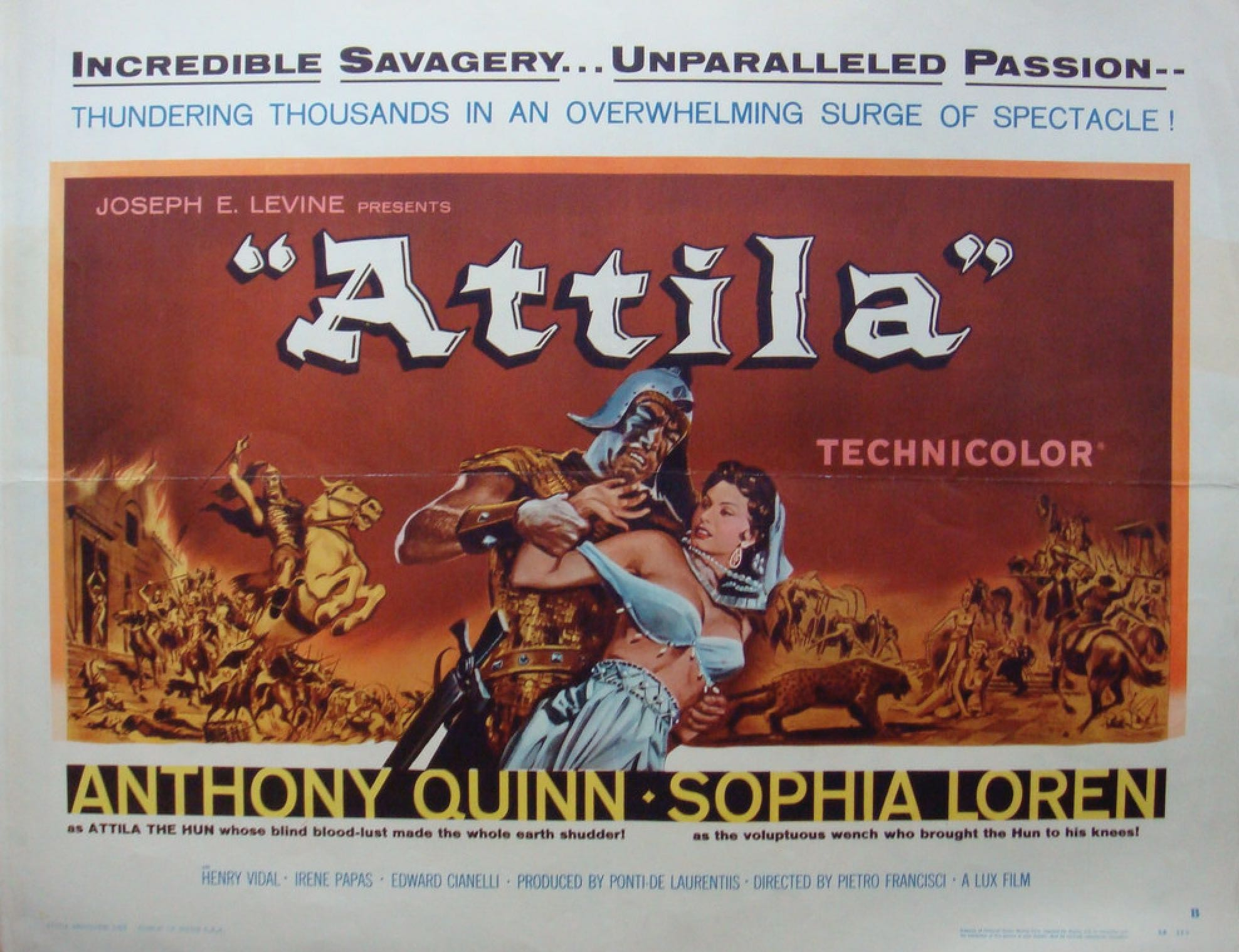
Софи Лорен в образе Гонории в фильме Аттила (1954)

- Приск Панийский, фр. 12, 13, ;
- Иоанн Антиохийский, fr. 199.2 FHG (4.613)
- Марцеллин Комит, «Хроника», 2-го индикта в конс. Ариобиндо и Аспара (434 год)

Дополнительные:
- Флавий Меробауд, Carminum Panegirique Relequiae, Carm. I ;
- Иордан, «Гетика», 224; «Romana», 328.

В честь Гонории назван астероид (236) Гонория, открытый в 1884 году.

## В кинематографе
- В фильма Аттила (1954) роль Гонории сыграла 20-ти летняя Софи Лорен.